# Stelis minima
Stelis minima är en biart som beskrevs av Schenck 1861. Stelis minima ingår i släktet pansarbin, och familjen buksamlarbin. Inga underarter finns listade i Catalogue of Life.